# Barelvi
El movimiento Barelvi o Barelwi es un movimiento dentro de la rama sunita del islam.

## Inicios
Surge en la década de 1880 en el pueblo de Bareilly, (en Rohailkand (porción occidental de Uttar Pradesh), al norte de la India), de los escritos de Maulana Ahmad Riza Khan, que tienen una fuerte orientación hacia las ciencias racionales (ma'qulat) y la jurisprudencia.
Los Barelvíes creen ser los verdaderos representantes de la primera comunidad islámica, compañeros y seguidores del profeta.

## Los barelvíes en la actualidad
Los barelvíes constituyen la mayoría de suníes que emigraron a Pakistán desde las provincias indias de Uttar Pradesh y Bihar después de la partición de 1947. Tienden a establecerse en áreas urbanas como Karachi y hablan urdu. Son enemigos políticos y religiosos de los deobandíes, quienes proceden de los estados indios de Punjab y Haryana, son menos influyentes y hablan el punjabi y el seraiki.

## Las creencias
Los barelvíes son una porción considerable de los musulmanes janafi, una de las cuatro escuelas de jurisprudencia o pensamiento más antiguas del islam sunita, fundada en el siglo VIII. Según las enseñanzas de Riza Khan, un buen musulmán debe conceder prioridad a la Sharia (ley islámica) sobre la tariqah (el camino sufí) y sentir una devoción personal hacia el profeta Mahoma como intercesor entre Alá y el individuo a través de una cadena de parentescos que acaba en el pariente vivo hacia el que se debe sentir una especial lealtad.

## Las prácticas
Las prácticas barelvis se centran en las actividades en los santuarios sufíes, sobre todo en la celebración de los aniversarios de la muerte del fundador de la orden Qadiri, fundada por Abdul-Qadir Gilani.

## Santuarios
Uno de sus lugares de devoción es el santuario del santo sufí Lal Shahbaz Qalandar, en Sehwan.